# Сельское поселение «Село Щелканово»
Сельское поселение «Село Щелканово» — муниципальное образование в составе Юхновского района Калужской области России.
Центр — село Щелканово.

## История
Статус и границы территории сельского поселения «Село Щелканово» установлены Законом Калужской области № 369-ОЗ от 01 ноября 2004 года «Об установлении границ муниципальных образований, расположенных на территории административно-территориальных единиц „Думиничский район“, „Кировский район“, „Медынский район“, „Перемышльский район“, „Сухиничский район“, „Тарусский район“, „Юхновский район“ и наделении их статусом городского поселения, сельского поселения, муниципального района».

## Население
| 2010 | 2012  | 2013 | 2014 | 2015 | 2016 | 2017 |
| ---- | ----- | ---- | ---- | ---- | ---- | ---- |
| 1039 | ↘1022 | ↘972 | ↘948 | ↘918 | ↘904 | ↗914 |
| 2018 | 2019  | 2020 | 2021 |      |      |      |
| ↘901 | ↘884  | ↘859 | ↗949 |      |      |      |

## Состав
В поселение входят 18 населённых мест:
- село Щелканово
- деревня Астапова-Слобода
- деревня Васцы
- деревня Деревягино
- деревня Жеремесло
- деревня Житеевка
- деревня Зубово
- деревня Крутое
- деревня Кудиново
- деревня Миньково
- деревня Мироново
- деревня Павлищево
- деревня Сосино
- деревня Сосновка
- деревня Сухолом
- деревня Фёдоровка
- деревня Чермошня
- деревня Ямны